# Volker Friedrich (Schwimmer)
Volker Friedrich (* 13. März 1963 in Bottrop) ist ein deutscher Unternehmensberater und Geschäftsführer von GBP International. Volker Friedrich arbeitet zum Thema Internationalisierung und ist als Business-Coach und Privatdozent tätig. Sein Schwerpunkt ist der Staatenverbund ASEAN, China und Indien.
Friedrich wurde 1981 Deutscher Meister mit der 4 × 200-m-Freistilstaffel der SG Gladbeck mit Michael Kraus, Dirk Korthals und Frank Wennmann.

## Werdegang
1981, im Jahr seiner Meisterschaft, erwarb Friedrich im Gymnasium an der Horster Straße (heute Janusz-Korczak-Gesamtschule) sein Abitur. Nach seiner aktiven Schwimmlaufbahn war er für einige Jahre Schwimmtrainer in Bottrop. 1991 schloss er sein Studium der Wirtschaftswissenschaften als Diplom-Volkswirt an der Gerhard-Mercator-Universität Duisburg ab und arbeitete im Industrieanlagenbereich der Klöckner Gruppe und bei der Unternehmensberatung Roland Berger.
Seit 1997 ist Friedrich selbstständiger Unternehmensberater. Sein Unternehmen GBP International hat seinen Sitz in Malaysia. Zuvor war er bereits von 1994 bis 1997 bei Roland Berger & Partner in München als Senior Consultant tätig. Sein Unternehmen GBP INTERNATIONAL ist Mitglied bei den Unternehmenverbänden BWA und BVMW und repräsentiert diese in Asien.
Von 2010 bis 2015 war Volker Friedrich Mitglied im Aufsichtsrat der MOX Telecom AG, Ratingen. Ferner ist Volker Friedrich Mitglied im Direktorium des Malaysia Europe Forum in Kuala Lumpur, Malaysia und gefragter Experte zu Themen in und um Asien auf Managementveranstaltungen, in Fachmagazinen und Fernsehbeiträgen.
Im Herbst 2016 erhielt Volker Friedrich einen Ruf als Privatdozent an die private Hochschule IUBH in Berlin.
Ein Interview des kurz zuvor zurückgetretenen Premierminister Malaysias, Mahathir bin Mohamad, im Juni 2020 sorgte für internationale Aufmerksamkeit, da dies zuvor keinem europäischen Journalisten gewährt worden war.
Volker Friedrich ist verheiratet und hat zwei Kinder.